# جورج هيل
جورج هيل (بالإنجليزية: George Ellery Hale) فلكي أمريكي ولد بتاريخ 29 يونيو 1868 في شيكاغو وتوفي بتاريخ 22 فبراير 1938 في باسادينا. عين هيل عام 1897 مديراً لمرصد بيركس، وبين عامي 1904 و 1923 مديراً للمرصد الذي أسسه في مونت ويلسون، وقد قام هيل بأبحاث على وجه الخصوص في مجالات الفيزياء الشمسية والنشاط الشمسي واكتشف ظاهرة زيمان في البقع الشمسية وكذلك العلاقة بين النشاط الشمسي واضطراب المجال المغناطيسي الأرضي، وهو الذي ابتدع الإسبكتروهليوجراف والاسبكتروهليوسكوب وشارك في التخطيط للمنظار 5 متر الذي سمي بعد ذلك باسمه.
المصدر: الموسوعة الفلكية

## روابط خارجية
- جورج هيل على موقع الموسوعة البريطانية (الإنجليزية)
- جورج هيل على موقع إن إن دي بي (الإنجليزية)